# Esquirol de Bryant
L'esquirol de Bryant (Sciurus niger) és una espècie de rosegador esciüromorf de la família dels escúrids. Originari d'Amèrica del Nord, a Europa se'l considera com una espècie invasora i des de 2014 és prohibit importar-lo.
Fa una llargada de cap i cos 25 a 35 cm i amb la cua de 51 i 76 cm, pesa entre 450 i 1150 g. Té una llarga cua que sacseja quan està alterat. Mengen tota mena de matèria vegetal, des de llavors, a brots o fruits, però també invertebrats, petits amfibis, rèptils i pollets. Els tanins dels glans els protegeixen contra cucs paràsits: ascàrides i tènies.
Aquest esquirol s'assembla a l'esquirol gris (Sciurus carolinensis) però és de major grandària. L'esquirol de Bryant prefereix hàbitats més oberts, mentre que l'esquirol gris prefereix àrees cobertes d'arbres. L'esquirol de Bryant acumula en els seus ossos i en les seves dents porfirina, la qual produeix un color rosa i vermell brillant en els ossos i les dents quan aquests s'observen sota la llum ultraviolada.

## Distribució
El seu hàbitat natural es troba a l'est dels Estats Units i les àrees adjacents del Canadà, així com a Mèxic a la conca del Rio Grande al nord-est de Coahuila i Nuevo Leon. S'ha introduït a diversos estats de l'oest dels Estats Units i dues províncies canadenques (Columbia Britànica i Ontario).
A Europa van ser introduïts com a animals de companyia. Pel seu pes i mida, més del doble de l'esquirol comú (Sciurus vulgaris), s'imposa i és un competidor major pel menjar. Per la força, és una menaça per l'esquirol comú, que pot extingir-se per la concurrència pel menjar, els llocs de nidificació i també per la transimissió de malalties. Poden afectar la reproducció d’alguns arbres, alterar l’estructura de la vegetació, danyar els boscs cables elèctrics i sistemes de rec.